# Спортика (Благоевград)
„Спортика“ е футболен отбор от град Благоевград, профилиран в женския футбол, играещ в женското първенство на България. Основан е през 2006 година.
Идеята за основаването на отбора е на Емил Кърцелски. Той и Искрен Мазнев, Борис Велянов, Слави Янков са учредителите на клуба.
Клубът развива детско-юношеска школа за момичета и поддържа представителен тим.
Постепенно отборът се нарежда сред водещите в страната.

## Успехи
- 2-ро място в Държавното първенство – 	2012–13, 2018–19, 2024-25
- 3-то място в Държавното първенство – 2011, 2012, 2014, 2015, 2016, 2023
- финалист за Купата на България – 2014, 2016

- bgclubs.eu
- viaranews.com Архив на оригинала от 2016-03-04 в Wayback Machine.